# Ivești (Vaslui)
Ivești is een Roemeense gemeente in het district Vaslui.
Ivești telt 2869 inwoners.